# Miguel Andres Moreno
Miguel Moreno (* 1. April 1977 in Toledo) ist ein spanischer Futsaltrainer.

## Werdegang
Seit 2001 war Moreno in verschiedenen Trainerpositionen tätig, unter anderem für Playas de Castellon (2001–2005), Interviu Movistar (2005–2009), Dina Moskau (2009–2012), den FC Eindhoven (2014–2015) und den FC Barcelona (2016–2020).
Außerdem trainierte Moreno folgende Futsal-Nationalmannschaften: Spanien (2008–2009), Niederlande (2013–2015), Aserbaidschan (2015–2016). Seit 2021 gehörte Moreno bis zum Jahr 2023 außerdem dem Trainerteam der deutschen Futsalnationalmannschaft unter Cheftrainer Marcel Loosveld an.